# Sinonemestrius akirai
Sinonemestrius akirai är en tvåvingeart som beskrevs av Edmund A. Jarzembowski och Mikhail B. Mostovski 2000. Sinonemestrius akirai ingår i släktet Sinonemestrius och familjen Nemestrinidae. Inga underarter finns listade i Catalogue of Life.